# Khoriya
Khoriya (en népalais : खोरीया) est un comité de développement villageois du Népal situé dans le district de Sarlahi. Au recensement de 2011, il comptait 4 711 habitants.